# 사도 (도로)

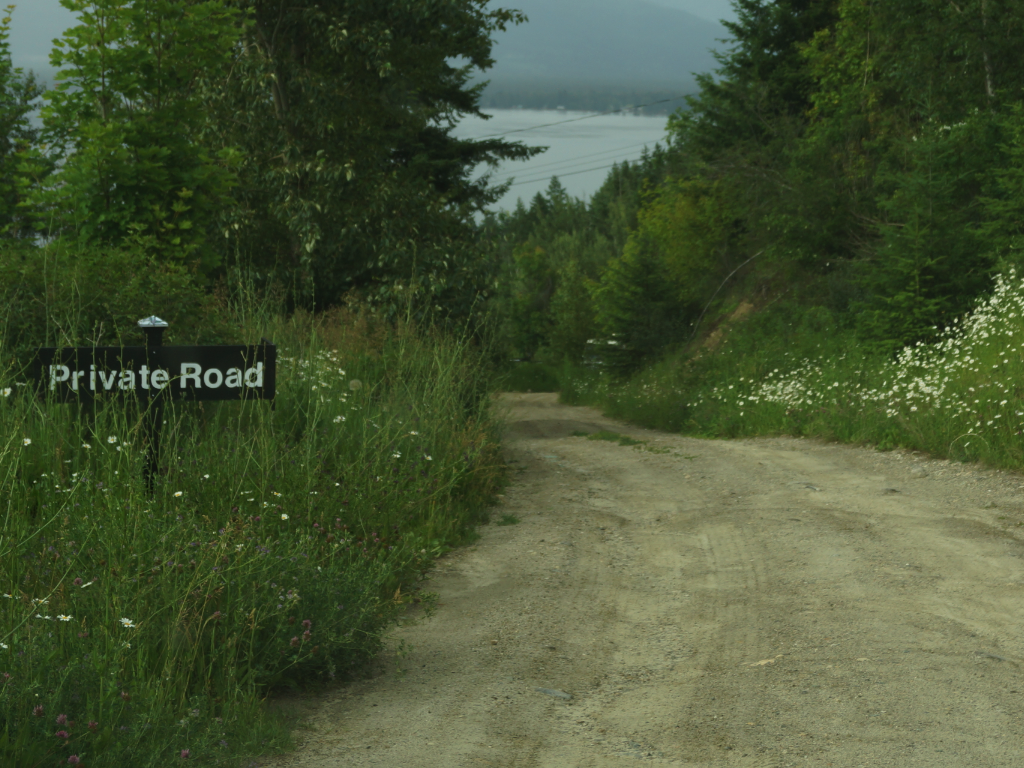
캐나다의 사도

사도(私道)는 개인의 토지에 낸 길을 의미하며, 사도법에 의하여 이를 규정하고 있다. 사도는 공로(公路)에 연결되어 일반 교통에 제공된다.
사도를 만들거나 공사를 할 때에는 지방 자치장의 허가를 받아야 한다. 설치한 사람이 관리하지만 다른 사람의 통행을 제한·금지하거나 사용료를 받으려면 지방 자치장의 허가를 받아야 한다.
사도에 공공성이 뚜렷할 정도로 통행이 많아지면 지방 자치단체가 도로의 관리비를 보조할 수 있다.

## 정의
사도의 종류에는 두 가지가 있으며, 사도법에 따른 사도와 사실상의 사도로 구분된다.

### 사도법에 따른 사도
사도법에 따르면, 아래와 같이 제시된 도로에 해당하지 않은 것으로써 그 도로에 연결되는 길을 사도로 정의하고 있다.
- 도로법 제2조 제1호에 따른 도로
- 도로법의 준용을 받는 도로
- 농어촌도로 정비법 제2조 제1항에 따른 농어촌도로
- 농어촌도로 정비법에 따라 설치된 도로

그러나, 다른 법률에 의하여 설치된 도로 또는 공원, 광구(鑛區), 공장, 주택단지, 그 밖에 동일한 시설에 설치되는 도로에는 사도법이 적용되지 않는다.

### 사실상의 사도
사실상의 사도는 사도법에 의한 사도 이외의 도로로서, 국토의 계획 및 이용에 관한 법률에 의한 도시·군관리계획으로 결정되지 않은 도로이다. 사도법에 의한 사도와는 달리 관할 시장, 군수 또는 구청장의 허가를 받지 않고 개설하거나, 자연적으로 형성된 도로이다. 토지보상법 시행규칙에서 사실상의 사도를 다음과 같이 세부적으로 규정하고 있다.
- 도로 개설 당시의 토지 소유자가 자기 토지의 편익을 위하여 스스로 설치한 도로[4]
- 토지 소유자가 그 의사에 의하여 타인의 통행을 제한할 수 없는 도로
- 건축법 제45조에 따라 건축허가권자가 그 위치를 지정·공고한 도로
- 도로 개설 당시의 토지 소유자가 대지 또는 공장용지 등을 조성하기 위하여 설치한 도로